# Generaal Grievous
Generaal Grievous (Engels: General Grievous) is een fictieve figuur uit de Star Wars-saga. Grievous is te zien in de animatieserie Star Wars: The Clone Wars, de microserie Star Wars: Clone Wars en Star Wars: Episode III: Revenge of the Sith. Zijn stem wordt ingesproken door Matthew Wood. Grievous is de militaire leider van de Confederacy of Independent Systems, oftewel de separatisten. Hij voert de droidlegers aan en legt verantwoording af bij de politieke leider van de Confederacy, genaamd Graaf Dooku/Darth Tyranus.
Generaal Grievous (-19 BBY) was de leider van de separatistische droidlegers tijdens de Kloonoorlogen, en, na de dood van Graaf Dooku, de leider van de Bond van Onafhankelijke Stelsels, alhoewel die periode relatief kort duurde. Zijn lichaam was een fusie van een krachtige robotstructuur en een organisch brein, zenuwstelsel en organen. De enige zichtbare herinnering aan het feit dat hij een levend wezen was, waren zijn gele ogen met een zwarte pupil en zijn borstkas met hart.
Hij staat bekend als Jedi-Jager en verzamelaar van lichtzwaarden van gevallen Jedi. Waarschijnlijk doodde hij er meer dan tweeëndertig. Doordat hij, naast zijn twee armen, nog twee mechanische voorarmen had, was hij in staat vier lichtzwaarden tegelijkertijd te gebruiken. Elk van de genoemde ledematen kon aanvallen met ongeveer 3 slagen per seconde, wat een totaal maakt van 12 slagen, waardoor hij bijna iedere tegenstander onmiddellijk uitschakelde. Grievous reisde altijd beschermd door een eskader lijfwachten, bekend als MagnaGuards, die gewapend zijn met elektrostaven.

## Biografie

### Eerste Leven
"En te oordelen naar de mantel die we vonden, bent u een Kaleeshe generaal, nietwaar?"
San Hill tegen Grievous
Hoewel minder gekend, was Grievous' oorspronkelijke naam Qymaen jai Sheelal, een Kaleesh afkomstig van de planeet Kalee. Kalee werd echter al generaties lang geteisterd door de technisch superieure Yam'rii (eveneens bekend onder de naam Huk), een agressieve insectachtige soort, die de Kaleesh onderdrukten en tot slaven maakten.
Sheelal werd geboren tijdens dit conflict, en haatte daarom al vanaf zijn jeugd de Huk. De vader van Sheelal, die een nuttige oplossing zocht voor de woede van zijn zoon, onderwees de jonge Grievous in het gebruik van enkele wapens. Wanneer Sheelal de leeftijd van acht jaar had bereikt, had hij al meer dan veertig Huk gedood, en op zijn tweeëntwintigste had hij al zoveel Yam'rii van het leven beroofd dat hij door de Kaleesh als een halfgod werd vereerd.

#### Sheelal enKummar
De beste kameraad van Sheelal was eveneens een Kaleeshe strijder, de vrouwelijke Ronderu lij Kummar. In overeenstemming met een legende had Sheelals relatie met deze bekwame zwaardvechtster zijn oorsprong in een droom. Sheelal zag zichzelf in de Kunbal-jungle een wilde mumuu doden met Lig-zwaarden. Hij was zo geobsedeerd door dit visioen dat hij in de realiteit een mumuu wilde doden, maar in de jungle vond hij, in plaats van de verwachte mumuu, een vrouw, getooid met een karabacc masker en Lig-zwaarden.
De exacte aard van hun relatie is echter onbekend. Sommigen zeiden dat Kummar Sheelals lang vermiste halfzuster was; weer anderen zeiden dat zij zijn minnares was. Wat de waarheid ook was, hun band was hecht en heilig. Kummar dacht aanvankelijk dat Sheelal Lig-zwaarden hanteerde, tot hij haar een demonstratie gaf van zijn kunnen met de krachtige Czerka Outland rifle. Allebei droegen ze een masker, Kummar een karabbac schedel en Sheelal de schedel van een mumuu (dit masker was daarvoor nog gebruikt door zijn vader, die gevallen was in de strijd), en ze werden twee halfgoden, geëerd door hun volgelingen. Samen sloegen ze de Huk indringers terug in talloze campagnes.
Hun relatie had echter één zwakke plek. Tezamen waren ze onoverwinnelijk, maar afzonderlijk waren ze zwak. Toen ze op een keer vochten op een van de baaien van Kalee, raakten ze van elkaar afgezonderd, en Kummar werd gedood door de Huk. Haar lichaam kwam in de Jenuwaa Zee terecht. Sheelal slaagde er niet in haar lichaam uit het water te halen, en hij werd verteerd door wanhoop, alsof zijn ziel door de Huk was gedood. Ontroostbaar begon hij aan een gevaarlijke reis door de oceaan naar Abesmi, een eiland ver van het vasteland. Daar smeekte hij de goden om haar lichaam uit het water te halen, zodat hij haar voor een laatste keer zou kunnen zien, maar de goden bleven stil.
Sheelal deed wat hij kon om zijn verdriet te vergeten. Hij trouwde zelfs met tien vrouwen waarvan hij meer dan dertig kinderen kreeg, maar geen van hen, vrouw of kind, kon de leegte in hem vullen die was ontstaan na de dood van Kummar. Uiteindelijk realiseerde hij zich dat het zijn lot was om eeuwig om haar te rouwen. Met dit besef nam hij een nieuwe identiteit aan, met een nieuwe naam die toepasselijker zou zijn om Kummar voor eeuwig te wreken, wreder dan ooit: Grievous zou hij zijn.

### Transformatie in Cyborg
"Wie ik ben? Ik ben de toekomst!"
Generaal Grievous tegen Asajj Ventress
Doordat zich aan zijn zijde een Kaleeshe elite schaarde, de Izvoshra, werd Grievous een succesvolle krijgsheer die erin slaagde de Huk van Kalee te drijven. Maar deze triomf kon zijn bitterheid niet verdrijven, en hij ging nog verder en viel ook kolonies van de Yam'rii aan. Deze succesvolle tegenaanvallen en de massavernietiging van volledige Huk-planeten verzekerden de Kaleeshe overwinning - tot de Huk onverwacht de Republiek om hulp vroegen. Er werden jedi-ridders gestuurd om - aan de zijde van de Huk - het conflict te beslechten, waardoor er ellende op de Kaleesh neerkwam en er honderdduizenden stierven.
De komst van San Hill, de voorzitter van de InterGalactische Bankiersclan, gaf een kans aan Grievous. In ruil voor Grievous' diensten bood Hill de Generaal aan om voor Kalees schulden te zorgen. Grievous twijfelde eerst omdat hij er niks voor voelde in dienst te zijn van deze zielloze vereniging, maar hij besefte dat dit voorstel veel voor zijn volk zou kunnen betekenen, en, de strijder die hij van jongs af aan was zou er altijd nood aan hebben iets te bestrijden - of het nu de Huk waren of niet; aldus stemde hij toe en werd de bevelhebber van het droidleger van de IBC.
De IBC hield zijn woord, en redde daardoor Kalee uit zijn financiële problemen. Maar Grievous miste de gemakken van zijn vorig leven; hij wilde namelijk de Izvoshra, zijn elite terug, maar de Bankiersclan wilde de Kaleesh niet "huren". Hij zou het dus moeten stellen met droids, maar omdat hij de strijddroids van de IBC niet goed genoeg vond, vroeg hij om intelligentere modellen, die de plaats van de Izvoshra konden innemen. Met de goedkeuring van Graaf Dooku begon Hill toen met het produceren van IG-100 Magnaguards.

#### De val vanMartyr
Na een tijd kwam Grievous echter te weten dat de Huk een aantal heilige plaatsen van de Kaleesh hadden onteerd, en dat de Republiek niets gedaan had. Dit motiveerde hem om zijn contract met de IBC te breken en onmiddellijk terug te keren naar Kalee om wraak te nemen op de Huk. San Hill was verre van gelukkig. Hij beval bijna een moord op Grievous, maar hij was bang dat de Generaal een wraakactie zou ondernemen als hij het zou overleven. Als gevolg daarvan overlegde San Hill met Poggle de Mindere, de Aartshertog van Geonosis, en met Graaf Dooku over een mogelijk om Grievous definitief naar hun kant te laten overlopen.
Eenmaal aangekomen op Kalee, ging Grievous met de Izvoshra aan boord van zijn shuttle, Martyr. Ze vertrokken om de Huk-oorlogen te hervatten, maar ze wisten niet dat Dooku, Hill en Poggle een ionenbom hadden geplaatst in de Shuttle. Na de ontploffing die hierop volgde kwamen alle leden van de Izvoshra om; alleen Grievous overleefde de explosie en zijn lichaam kwam in de Jenuwaa Zee terecht. Zijn ernstig beschadigde lichaam werd uit het water gehaald, en Dooku gebruikte Sithbliksems om ervoor te zorgen dat Grievous geen hartstilstand kreeg voor ze vertrokken naar Geonosis. Daarna brachten MagnaWachten hem naar een shuttle, waar FX medische droids hem in leven hielden tijdens de reis. Ondertussen reisde Dooku naar zijn thuiswereld Serenno om een belangrijker onderdeel van zijn plan op te halen.
Grievous had bijna-fatale wonden opgelopen, waardoor zijn lichaam nutteloos was geworden, of zo werd het hem in ieder geval verteld. Er werd - zogezegd - bewijsmateriaal gevonden wat erop wees dat de aanslag door de Republiek bevolen was. Grievous was echter erg "taai" en er moesten extra verwonden toegebracht worden om hem zo ernstig gewond te laten zijn als vereist was. Hill haalde een oude belofte aan om zijn gebroken lichaam te vervangen, en Grievous ging ermee akkoord om wraak te nemen op de Republiek en de Huk, op voorwaarde dat men zijn wil zou respecteren.
Dooku liet het bloed van het bevroren lichaam van jedimeester Sifo-Dyas gebruiken in plaats van het bloed van Grievous. Dit bloed, dat rijk was aan Midi-Chlorianen, zou een kritieke rol spelen in Grievous' verdere leven; Grievous was er niet gelukkig mee dat hij nu deels gevoelig was aan de Kracht. Verder werd het lichaam van de Generaal ingeplant in het lichaam van een Krath Oorlogsdroid, compleet met LX-44 robotbenen; zijn vitale organen werden bewaard in een zak van Synthhuid. De Geonosianen veranderden echter wel iets aan zijn brein, waardoor 'vervelende' herinneringen verdwenen - hierdoor werd hij eveneens woester. Voor San Hill en zijn bondgenoten was dit experiment een fenomenaal succes. Qumaen jai Sheelal was nu volledig - zowel innerlijk als uiterlijk - getransformeerd in Generaal Grievous. Later werden dezelfde droids en technieken gebruikt om de zwaargewonde Darth Vader naar een cyborg te transformeren.
Het cyborgproject werd gefinancierd door San Hill, in een poging een militaire leider te creëren om Dooku's groeiende politieke macht in de Bond van Onafhankelijke Stelsels te beperken. Alhoewel, toen het project voltooid was, gaf hij de Generaal als een cadeau aan Graaf Dooku. Aanvankelijk schrok Dooku van zijn verschijning, maar de graaf was blij en hij verleende Grievous de titel van "Opperste Bevelhebber van de Droidlegers" omdat hij van plan was hem te gebruiken om de Republiek aan te vallen en te veroveren. Grievous toonde echter nog steeds zijn Kaleeshe afkomst door zichzelf en zijn MagnaWachten te tooien met maskers en kleding in een stijl die eveneens terug te vinden was bij zijn volk.
Dooku trainde Grievous in de kunst van het vechten met een lichtzwaard, waarin Grievous een vlotte leerling was. Hij leerde alle klassieke vormen van de Jedikunsten - inclusief het zeldzaam geziene Makashi en Juyo. Hierin stak hij al vlug alle andere leerlingen van Dooku voorbij. Zijn nieuwe vaardigheden werden getest tijdens de Slag om Geonosis, maar geen van de Jedi of klonen die hem gezien hadden konden het voortvertellen. Toch zag Dooku de Chiss Generaal Sev'rance Tann in die tijd nog altijd superieur aan Grievous. Slechts na Tanns dood één maand na Geonosis kwam Grievous op de eerste plaats te staan.

### DeKloonoorlogen

#### De Generaal geopenbaard
"Jedi, u bent omsingeld, uw legers zijn gedecimeerd. Maak nu vrede met de Kracht, want dit is uw laatste uur. Maar weet dat ik, Generaal Grievous, niet volledig zonder genade ben. Ik zal u de dood van een strijder verlenen. Maak u gereed."
Generaal Grievous tegen Ki-Adi-Mundi en verscheidene andere Jedi tijdens de Slag om Hypori
Grievous' eerste publieke verschijning vond plaats tijdens de Slag om Hypori, waar hij een team van zeven Jedi-Ridders versloeg, inclusief Jedi-Raadsleden Ki-Adi-Mundi en Shaak Ti. Deze twee waren, samen met Aayla Secura en K'Kruhk, de enige overlevenden van de slag. Ze werden namelijk gered door de VVC-kapitein Fordo en verscheidene andere Vooruitgeschoven Verkenner Commando's, die in opdracht van Obi-Wan Kenobi naar Hypori waren gestuurd, voordat Grievous hen ook kon doden.
Zes maanden na de Slag om Geonosis testte Graaf Dooku Grievous door hem, aan boord van Dooku's Trenchant Ruimtestation, te laten duelleren tegen Asajj Ventress en Durge. Grievous versloeg succesvol beide Separatistische commandanten, waardoor hij Dooku toonde dat hij zijn titel van "Opperste Bevelhebber van de Droidlegers" waard was. Al vlug beefde de Republiek voor Grievous' brutaliteit, en zijn vaardigheid om Jedi te doden zorgde ervoor dat HoloNetNieuws hem "De Ridderdoder" noemde.

#### Overal de overwinnaar
"Zo, de Republiek zal de Melkweg hebben laten geloven dat hun hart veilig is. De gebeurtenissen van vandaag tonen echter aan dat niets onze legers kan weerhouden van een totale overwinning."
Generaal Grievous, terugblikkend op de inname van de planeet Duro door de troepen van de Generaal
Enkele maanden later werd Grievous ingezet bij Operatie Durges Lance, een belangrijke Separatistische actie die als doel de totale verovering van de Binnenwerelden had. Honderden planeten langs de Correliaanse Handelsdoorn, een belangrijke handelsroute, vielen voor zijn troepen, inclusief de belangrijke planeet Duro. Grievous was eveneens verantwoordelijk voor het smelten van de korst van de verstedelijkte planeet Humbarine, een van de medeoprichters van de Galactische Republiek, tijdens een urenlang bombardement door de Separatistische vloot onder leiding van zijn vlaggenschip, Invisible Hand . Rekening houdend met deze wrede daden werd Grievous in de ogen van de Republiek al gauw aanzien als een brenger van terreur, toen hij slag na slag won.
Drie jaar lang leidde Grievous De Bond van Onafhankelijke Stelsels naar overwinningen, onder meer op Banvhar Station, Nadiem, Togoria, Vandos, en Belderone.
In 20 BBY lokte Grievous de Republikeinse troepen naar Vandos door ambassadeur Quiyyen te kidnappen. De Jedi Ridders T'chooka D'oon en Jmmaar werden gedood tijdens de reddingspoging, maar de Republiek slaagde erin Quiyyen te redden. Dit zorgde ervoor dat T'chookas Padawaan, Flynn Kybo, samen met een aantal andere Jedi, waaronder B'dard Tone en Codi Ty, een wraakactie ondernam op Grievous, iets wat de Jedi-Raad sterk afkeurde. Ze vonden hem op de maan Belsus in het Anoat-stelsel en vielen hem aan. Terwijl Codi een groep jonge Jedi bevrijdde die Grievous gevangengenomen had, duelleerden B'dard en Flynn met Grievous; ze werden allebei gedood. Zeven maanden later, op Boz Pity, doodde Grievous gemakkelijk Soon Bayts. Met wat meer moeite vermoordde hij daarna Jedi-Raadslid Adi Gallia.
Tijdens de Tweede Slag om Xagobah duelleerde Grievous met de jonge Boba Fett, en doodde hem bijna. Fett overleefde enkel doordat hij zijn dood ensceneerde. Hierna ontvluchtte Grievous de planeet, samen met Wat Tambor, voordat de Kloontroepen van de Republiek de citadel innamen.

#### Naspel
"Als je een gevecht wilt aangaan tegen de besten onder de Jedi, moet je angst, verrassing en intimidatie aan je kant hebben."
Graaf Dooku tegen Grievous
Wanneer het tij aan het keren was voor Grievous leidde hij zijn vlaggenschip en de rest van Separatistische oorlogsvloot naar het hart van de Republiek: Coruscant. Terwijl een ruimtegevecht aan de gang was tussen Separatistische en Republikeinse kruisers, leidde Grievous een aanval op 500 Republica, geholpen door informatie die Darth Sidious hun had verschaft. Hij vermoordde zes van Palpatines Jedi-beschermers, liet Shaak Ti achter en kidnapte de Kanselier. Terwijl Grievous vluchtte, gebruikte Jedi-Meester Windu de Kracht om de platen die Grievous' kwetsbare organen beschermden in te deuken, waardoor Grievous' hoestprobleem verergerde.

## Episode III: Revenge of the Sith
Vervolgens werd een vals noodsignaal naar Anakin Skywalker en Obi-Wan Kenobi gestuurd om de Kanselier te redden. De twee Jedi versloegen Darth Tyranus en vluchtten met de Kanselier, maar de reddingsmissie was - klaarblijkelijk - een val. De Jedi werden gevangen in een energieschild, waarna ze spoedig door droids werden omsingeld, die hen bij Grievous brachten in de brug van de Invisible Hand. Toen Skywalker en Kenobi een poging deden zichzelf te redden en Grievous' MagnaGuards versloegen, verbrijzelde Grievous het venster in een laatste poging de twee Jedi te doden. Anakin, Obi-Wan en de Kanselier slaagden erin aan boord van het schip te blijven, maar Grievous werd in de ruimte geslingerd. Omdat de Generaal vrijwel volledig mechanisch was, kon hij overleven in de ruimte, waarna hij een haak die aan zijn arm bevestigd was gebruikte om terug aan boord van het schip te komen en zo te vluchten met een van de ontsnappingscapsules.
Hierna slaagde de Generaal erin aan boord van zijn Sheathipede-class shuttle te geraken, waarna hij koers zette naar de recent overwonnen planeet Utapau in de Buitenring, waar de Separatistische Raad momenteel verborgen werd gehouden. Door de dood van Graaf Dooku werd Grievous het nieuwe staatshoofd van de Bond, en, nadat hij bevel had gekregen van Dooku's meester, Darth Sidious, verplaatste hij de Separatistische Raad naar de vulcanische planeet Mustafar, terwijl hij zelf op Utapau bleef.
Onderkoning van de Handelsfederatie, Nute Gunray,  was ongerust. Hij vond Grievous niet betrouwbaar, aangezien hij de Kanselier van zich had laten afpakken. Grievous kon de kritiek echter niet verdragen. Maar Gunray stemde met tegenzin in met Grievous plan en vertrok naar Mustafar.
"Leger of niet, je moet realiseren... je bent gedoemd."
Grievous tegen Obi-Wan Kenobi tijdens de Slag om Utapau
Uiteindelijk slaagde Obi-Wan Kenobi erin op Utapau te geraken en met Grievous te duelleren. Omdat hij nog steeds zwak was van zijn 'ontmoeting' met Windu, gebruikte hij direct zijn vier armen - iets wat hij normaal gesproken poogde geheim te houden. Ondanks zijn uitstekende reflexen kon hij Kenobi niet tegenhouden twee van zijn vier armen af te hakken voordat Commandant Cody en zijn kloontroepen arriveerden.
Grievous maakte hiervan gebruik om in zijn Wheel Bike te geraken en te vluchten, achternagezeten door Kenobi op een Varactyl-hagedis genaamd Boga. Na een wilde achtervolging raakte Generaal Kenobi verwikkeld in een hevig lijf-aan-lijf-gevecht met Grievous, waarin de Droidgeneraal duidelijk superieur was aan de Jedi-Meester. Kenobi viel van het platform waarop ze vochten, maar slaagde erin de rand vast te grijpen voordat hij in de put onder hem viel. Dit gevecht had echter wel iets opgeleverd; Kenobi had namelijk Grievous' borstplaten opengerukt waardoor de kwetsbare organen van de Generaal zichtbaar waren. Met behulp van de Kracht trok de Jedi-Meester Grievous' blaster naar zijn vrije hand. Zonder erbij na te denken vuurde Kenobi op de kwetsbare organen van de Droidgeneraal, net op het moment dat deze van plan was hem af te maken. Grievous' organen vatten vlam, waardoor de Generaal van binnenuit vernietigd werd. Generaal Grievous, een van de grootste vijanden van de Jedi Orde ooit, was dood. Ondanks het verslaan van Grievous kon Obi-Wan Kenobi enige ironische teleurstelling niet onderdrukken en mompelde "wat onbeschaafd" in zichzelf, terwijl hij de blaster van Grievous wegwierp.

### Post mortem
"Ben ik in feite meer dan alleen maar een droid? Ben ik levend, en misschien...zelfs de reïncarnatie van Grievous?"
Gedachten van N-K Necrosis
Ten gevolge van de Declaratie van de Nieuwe Orde, werd Grievous' lichaam samen met zijn sterrenjager door Kloontroepen naar een geheime plaats op Utapau gebracht. Jaren later gebruikte Nycolai Kinesworthy het lichaam van de Generaal voor het N-K Project, om de enorm geavanceerde droid N-K Necrosis te maken. Deze oorlogsdroid verbleef in het geheim in de Myyydril Grotten op Kashyyyk, totdat hij werd vernietigd door een enorm aantal jagers. De strijders verlootten hierna de overblijfselen van de droid. Het gezichtsmasker eindigde in de handen van Invisible Market, waarna het, om artistieke redenen door een hooggeplaatste Imperiale admiraal werd gekocht - niemand minder dan Grand Admiraal Thrawn.

## Grievous'Lichtzwaarden
"Jullie lichtzwaarden zullen een fijne aanwinst voor mijn collectie zijn."
Grievous tegen Obi-Wan Kenobi en Anakin Skywalker aan boord van Invisible Hand
- Sifo Dyas - een geschenk van Graaf Dooku
- Jmmaar - gedood door Grievous
- K'Krukh - verslagen door Grievous
- Puroth - gedood door Grievous
- Nystammall - gedood door Grievous
- Shaak Ti - niet gedood door Grievous (zo wel te zien in de gewiste scènes) Shaak Ti werd gedood door Starkiller uit Star Wars: The Force Unleashed (onbekend)
- Anakin Skywalker (tijdelijk)
- Obi-Wan Kenobi (tijdelijk)
- Daakman Barrek - gedood door Grievous
- Soon Baytes - gedood door Grievous
- Roron Corobb - gedood door Grievous
- T'chooka D'oon - gedood door Grievous (lichtzwaard werd gestolen door Ki-Adi-Mundi tijdens de Slag van Hypori)
- Adi Gallia- gedood door Grievous
- Sha'a Gi - gedood door Grievous
- Foul Madama - gedood door Grievous
- Tarr Seirr - gedood door Grievous
- B'dard Tone - gedood door Grievous
- Flynn Kybo - gedood door Grievous
- Roos Tarpals - gedood door Grievous (Geen lichtzwaard)
- De lichtzwaarden van iedere Jedi die stierf in de Slag om Geonosis
- Verscheidene andere Jedi-lichtzwaarden

Generaal Grievous doodde verscheidene Jedi, en maakte er een gebruik van hun lichtzwaarden te verzamelen. Nadat hij de lichtzwaarden van de Jedi die gevallen waren tijdens de slag om Geonosis had verzameld, kreeg hij een geschenk van Graaf Dooku: het lichtzwaard van Sifo-Dyas. Hierna begaf Grievous zich naar Vandos, waar hij Jmmaar en T'chooka D'oon doodde en hun lichtzwaarden bij zijn collectie inlijfde. Zijn volgende lichtzwaarden kwamen van Puroth en Nystammall, het lichtzwaard van de eerstgenoemde gebruikte hij als hij maar één lichtzwaard nodig had. Na dit ging hij naar Hypori, waar hij Daakman Barrek, Tarr Seirr en Sha'a Gi van het leven beroofde tijdens deze slag (ook een slachtoffer van Grievous' moordlust tijdens deze slag was K'Kruhk). Grievous had een korte confrontatie met Ki-Adi-Mundi, maar kon de Jedi niet doden aangezien een aantal ARC-troepen Ki-Adi-Mundi kwamen redden. Terwijl hij vluchtte, verloor Grievous het lichtzwaard van T'chooka D'oon. Op Boz Pity doodde hij Soon Baytes en Adi Gallia, waarna hij hun beide lichtzwaarden stal van hun dode lichaam. Later, toen hij Coruscant aanviel, vermoordde hij Foul Madama en Roron Corobb en stal hun lichtzwaarden (misschien stal hij ook het lichtzwaard van Shaak Ti zonder de kans te hebben gehad haar te doden, hoewel hier enige twijfel over bestaat). Dit waren de laatste lichtzwaarden die hij ooit verzamelde. Het is echter meer dan waarschijnlijk dat Grievous, behalve diegenen die hier beschreven staan, nog vele andere Jedi doodde en hun lichtzwaarden bij zijn verzameling toevoegde.